# Восточно-Фризские острова
Восточно-Фризские острова (нем. Ostfriesische Inseln) — цепь островов в Северном море у побережья Восточной Фризии в Нижней Саксонии. Острова вместе с окружающим их морем являются частью национального парка Нижнесаксонское Ваттовое море. Площадь островов составляет примерно 134,35 км², население на 31 декабря 2008 года 16 837 человек.

## География
Восточно-Фризские острова включают семь обитаемых островов, расположенных в следующем порядке с запада на восток: Боркум, Юст, Нордерней, Бальтрум, Лангеог, Шпикерог, Вангероге. Боркум относится к району Лер; Юст, Нордерней и Бальтрум к району Аурих; Лангеог и Шпикерог относятся к району Виттмунд; Вангероге является частью района Фризия. Нордерней является частью почти поглощённого морем во второй половине XVII века острова Буизе.
В районе архипелага находится также входят также пять необитаемых островков, часть из которых больше не считается частью Восточно-Фризских островов: Kachelotplate, Лютье-Хёрн (интенсивно размывается), Меммерт, Minsener Oog (искусственный остров), Меллум, Großer Knechtsand. Kachelotplate, расположенный к северу от устья реки Эмс, получил статус острова в 2003 году.
| №                         | Герб                      | Остров                    | Административный район    | Площадь, км² | Расстояние от материка, км | Население, чел. (31. 12. 2008) | Плотность, чел./км² |
| ------------------------- | ------------------------- | ------------------------- | ------------------------- | ------------ | -------------------------- | ------------------------------ | ------------------- |
| 1                         |                           | Боркум                    | Лер                       | 30,74        | 10,5                       | 5186                           | 169                 |
| 2                         |                           | Юст                       | Аурих                     | 16,43        | 8                          | 1696                           | 103                 |
| 3                         |                           | Нордерней                 | Аурих                     | 26,29        | 3                          | 5810                           | 221                 |
| 4                         |                           | Бальтрум                  | Аурих                     | 6,5          | 4,5                        | 488                            | 75                  |
| 5                         |                           | Лангеог                   | Виттмунд                  | 19,67        | 5                          | 1953                           | 99                  |
| 6                         |                           | Шпикерог                  | Виттмунд                  | 18,25        | 6,5                        | 781                            | 43                  |
| 7                         |                           | Вангероге                 | Фризия                    | 7,94         | 6,5                        | 923                            | 116                 |
| 8                         |                           | Kachelotplate             |                           |              |                            | Необитаем                      | −                   |
| 9                         |                           | Лютье-Херн                | Лер                       | 0,1          | 12,5                       | Необитаем                      | −                   |
| 10                        |                           | Меммерт                   | Аурих                     | 4,3          | 13                         | Необитаем                      | −                   |
| 11                        |                           | Минзенер-Ог               | Везермарш                 | 2,2          | 3,5                        | Необитаем                      | −                   |
| 12                        |                           | Меллум                    | Везермарш                 | 4,9          | 6                          | Необитаем                      | −                   |
| Восточно-Фризские острова | Восточно-Фризские острова | Восточно-Фризские острова | Восточно-Фризские острова | 134,35       | −                          | 16 837                         | 125                 |

## История
В честь островов Боркум и Нордерней были названы концентрационные лагеря Боркум и Нордерней, организованные фашистами во время Второй мировой войны на острове Олдерни и являвшимися подлагерями лагеря Олдерни.

## Транспорт на островах
На большинстве островов запрещено пользоваться автомобилями. Исключения составляют только самые населённые острова Боркум и Нордерней. Добраться до островов можно только на пароме.